# Karibiska mästerskapet
För andra betydelser, se Karibiska mästerskapet (olika betydelser).
Karibiska mästerskapet (engelska: Caribbean Cup) var ett mästerskap i fotboll för landslag som var medlemmar i det karibiska fotbollsförbudet CFU, som är en del av Concacaf. Mästerskapet grundades 1989 och anordnades då årligen. Mästerskapet spelades från 2005 vartannat år, fram till dess att mästerskapet lades ner 2017. Karibiska mästerskapet ersattes 2019 av Concacaf Nations League.
Trinidad och Tobago och Jamaica har tillsammans vunnit mästerskapet 14 av 17 gånger, varav Trinidad och Tobago åtta gånger och Jamaica sex gånger. Martinique, Haiti, Kuba och Curaçao har vunnit mästerskapet varsin gång.
Karibiska mästerskapet 1990 fick avbrytas efter att en statskupp ägt rum samma dag som finalen skulle spelas i värdlandet Trinidad och Tobagos huvudstad Port of Spain. När finalen senare skulle återupptas drabbades landet istället av orkanen Arthur och mästerskapet avslutades aldrig.
Curaçao blev mästerskapets sista mästare efter ha vunnit över Jamaica med 1-2 efter i finalen av Karibiska mästerskapet 2017.

## Resultat
| År   | Värdnation                                | Final                            | Final              | Final                          | Match om tredjepris                  | Match om tredjepris | Match om tredjepris   |
| År   | Värdnation                                | Vinnare                          | Resultat           | Tvåa                           | Trea                                 | Resultat            | Fyra                  |
| ---- | ----------------------------------------- | -------------------------------- | ------------------ | ------------------------------ | ------------------------------------ | ------------------- | --------------------- |
| 1989 | Barbados                                  | Trinidad och Tobago              | 2 – 1              | Grenada                        | Guadeloupe · Nederländska Antillerna | [ Anm. 1 ]          |                       |
| 1990 | Trinidad och Tobago                       | Trinidad och Tobago · Martinique | [ Anm. 2 ]         |                                | Jamaica · Barbados                   | [ Anm. 3 ]          |                       |
| 1991 | Jamaica                                   | Jamaica                          | 2 – 0              | Trinidad och Tobago            | Saint Lucia                          | 4 – 1               | Guyana                |
| 1992 | Trinidad och Tobago                       | Trinidad och Tobago              | 3 – 1              | Jamaica                        | Martinique                           | 1 – 1 (5 – 3 str.)  | Kuba                  |
| 1993 | Jamaica                                   | Martinique                       | 1 – 1 (6 – 5 str.) | Jamaica                        | Trinidad och Tobago                  | 3 – 2               | Saint Kitts och Nevis |
| 1994 | Trinidad och Tobago                       | Trinidad och Tobago              | 7 – 2              | Martinique                     | Guadeloupe                           | 2 – 0               | Surinam               |
| 1995 | Caymanöarna Jamaica                       | Trinidad och Tobago              | 5 – 0              | Saint Vincent och Grenadinerna | Kuba                                 | 3 – 0               | Caymanöarna           |
| 1996 | Trinidad och Tobago                       | Trinidad och Tobago              | 2 – 0              | Kuba                           | Martinique                           | 1 – 1 (3 – 2 str.)  | Surinam               |
| 1997 | Antigua och Barbuda Saint Kitts och Nevis | Trinidad och Tobago              | 4 – 0              | Saint Kitts och Nevis          | Jamaica                              | 4 – 1               | Grenada               |
| 1998 | Jamaica Trinidad och Tobago               | Jamaica                          | 2 – 1              | Trinidad och Tobago            | Haiti                                | 3 – 2               | Antigua och Barbuda   |
| 1999 | Trinidad och Tobago                       | Trinidad och Tobago              | 2 – 1              | Kuba                           | Jamaica · Haiti                      | [ Anm. 4 ]          |                       |
| 2001 | Trinidad och Tobago                       | Trinidad och Tobago              | 3 – 1              | Haiti                          | Martinique                           | 1 – 0               | Kuba                  |
| 2005 | Barbados                                  | Jamaica                          | [ Anm. 5 ]         | Kuba                           | Trinidad och Tobago                  | [ Anm. 6 ]          | Barbados              |
| 2007 | Trinidad och Tobago                       | Haiti                            | 2 – 1              | Trinidad och Tobago            | Kuba                                 | 2 – 1               | Guadeloupe            |
| 2008 | Jamaica                                   | Jamaica                          | 2 – 0              | Grenada                        | Guadeloupe                           | 0 – 0 (5 – 4 str.)  | Kuba                  |
| 2010 | Martinique                                | Jamaica                          | 1 – 1 (5 – 4 str.) | Guatemala                      | Kuba                                 | 1 – 0               | Grenada               |
| 2012 | Antigua och Barbuda                       | Kuba                             | 1 – 0              | Trinidad och Tobago            | Haiti                                | 1 – 0               | Martinique            |
| 2014 | Jamaica                                   | Jamaica                          | 0 – 0 (4 – 3 str.) | Trinidad och Tobago            | Haiti                                | 2 – 1               | Kuba                  |
| 2017 | Martinique                                | Curaçao                          | 2 – 1              | Jamaica                        | Franska Guyana                       | 1 – 0               | Martinique            |

Anmärkningar
1. ↑  Ingen match om tredjepris spelades.[6]
2. ↑  Turneringen avbröts på grund av en statskupp i Trinidad och Tobago. När turneringen skulle återupptas drabbades landet hårt av en orkan och turnering spelades aldrig färdigt.[7]
3. ↑  Turneringen avbröts på grund av en statskupp i Trinidad och Tobago. När turneringen skulle återupptas drabbades landet hårt av en orkan och turnering spelades aldrig färdigt.[8]
4. ↑  Ingen match om tredjepris spelades.[9]
5. ↑  Inget slutspel spelades och placeringarna avgjordes utifrån turneringens gruppspel.[10]
6. ↑  Inget slutspel spelades och placeringarna avgjordes utifrån turneringens gruppspel.[11]

## Medaljtabell
| Nr | Land                           | Guld                                             | Silver                         | Brons                    | Totalt |
| -- | ------------------------------ | ------------------------------------------------ | ------------------------------ | ------------------------ | ------ |
| 1  | Trinidad och Tobago            | 8 1989, 1992, 1994, 1995, 1996, 1997, 1999, 2001 | 5 1991, 1998, 2007, 2012, 2014 | 2 1993, 2005             | 15     |
| 2  | Jamaica                        | 6 1991, 1998, 2005, 2008, 2010, 2014             | 2 1992, 1993                   | 2 1997, 1999             | 10     |
| 3  | Kuba                           | 1 2012                                           | 3 1996, 1999, 2005             | 3 1995, 2001, 2010       | 7      |
| 4  | Haiti                          | 1 2007                                           | 1 2001                         | 4 1998, 1999, 2012, 2014 | 6      |
| 5  | Martinique                     | 1 1993                                           | 1 1994                         | 3 1992, 1996, 2001       | 5      |
| 6  | Grenada                        | 0                                                | 2 1989, 2008                   | 0                        | 2      |
| 7  | Guadeloupe                     | 0                                                | 1 2010                         | 3 1989, 1994, 2008       | 4      |
| 8  | Saint Kitts och Nevis          | 0                                                | 1 1997                         | 0                        | 1      |
| 8  | Saint Vincent och Grenadinerna | 0                                                | 1 1995                         | 0                        | 1      |
| 10 | Saint Lucia                    | 0                                                | 0                              | 1 1991                   | 1      |